# Condado de Lyon (Iowa)
El condado de Lyon (en inglés: Lyon County, Iowa), fundado en 1851, es uno de los 99 condados del estado estadounidense de Iowa. En el año 2000 tenía una población de 11 763 habitantes con una densidad poblacional de 8 personas por km². La sede del condado es Rock Rapids.

## Geografía
Según la Oficina del Censo, el condado tiene un área total de 1523 km² (588 mi²), de la cual 1523 km² (588 mi²) es tierra y 0 km² (0 mi²) es agua.

### Condados adyacentes
- Condado de Rock norte
- Condado de Nobles noreste
- Condado de Osceola este
- Condado de Sioux sur
- Condado de Lincoln oeste
- Condado de Minnehaha noroeste

## Demografía
En el 2000 la renta per cápita promedia del condado era de $36 878, y el ingreso promedio para una familia era de $45 144. El ingreso per cápita para el condado era de $16 081. En 2000 los hombres tenían un ingreso per cápita de $29 462 contra $19 385 para las mujeres. Alrededor del 7.00% de la población estaba bajo el umbral de pobreza nacional.
| 1900   | 1910   | 1920   | 1930   | 1940   | 1950   | 1960   | 1970   | 1980   | 1990   | 2000   |
| ------ | ------ | ------ | ------ | ------ | ------ | ------ | ------ | ------ | ------ | ------ |
| 13 165 | 14 420 | 14 624 | 15 431 | 15 293 | 15 374 | 14 468 | 13 340 | 12 896 | 11 952 | 11 763 |

## Lugares

### Ciudades
- Alvord
- Beloit
- Doon
- Edna
- George
- Granite
- Inwood
- Larchwood
- Klondike
- Lester
- Little Rock
- Rock Rapids

### Principales carreteras
- U.S. Highway 18
- U.S. Highway 75
- Carretera de Iowa 9
- Carretera de Iowa 182